# 廣原站
廣原站（日语：／ Hirowara eki */?）位於宮崎縣西諸縣郡高原町，是九州旅客鐵道（JR九州）
吉都線上的車站。

## 車站構造
岸式月台1面1線的地上站。無人車站，沒有站房，但月台上有候車室。

## 車站周邊
- 高原町立廣原小學
- 廣原簡易郵局
- 廣原保育園
- 宮崎自動車道

## 历史
- 1961年（昭和36年）10月1日 - 設立
- 1987年（昭和62年）4月1日 - 國鐵分割民營化後成為九州旅客鐵道（JR九州）轄下的車站。

## 相鄰車站
九州旅客鐵道
吉都線
小林－廣原－高原

## 相關項目
- 日本鐵路車站列表

## 外部連結
- JR九州 － 廣原車站 （页面存档备份，存于）（日語）